# تياريكي ماتياريكي
تياريكي ماتياريكي (بالإنجليزية: Teariki Mateariki)‏ (12 مايو 1984 بجزر كوك في نيوزيلندا - ) هو لاعب كرة قدم نيوزلندي في مركز الوسط. شارك مع منتخب جزر كوك لكرة القدم. أما مع النوادي، فقد لعب مع Nikao Sokattak F.C. ‏.

## وصلات خارجية
- تياريكي ماتياريكي على موقع الاتحاد الدولي (مؤرشف)  (الإنجليزية)
- تياريكي ماتياريكي على موقع قاعدة بيانات كرة القدم.إي يو (الإنجليزية)
- تياريكي ماتياريكي على موقع ناشيونال فوتبول تيمز (الإنجليزية)